# Német Flottaegyesület

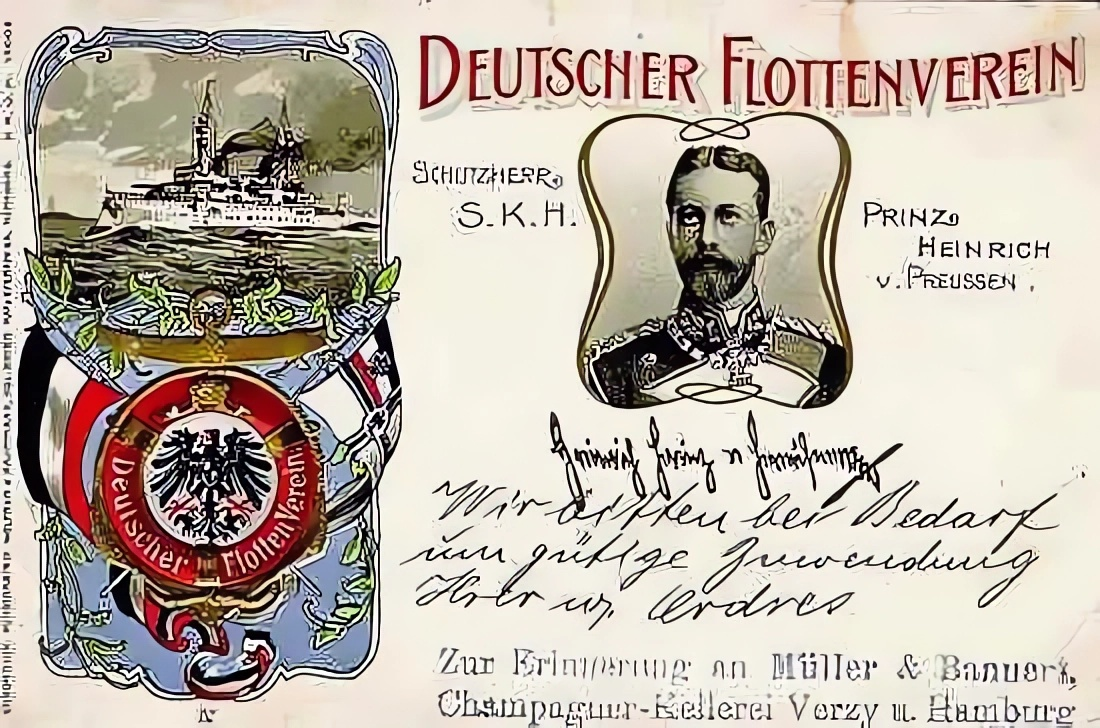
A Német Flottaegyesület reklámplakátja 1902-ből

A Német Flottaegyesület (németül: Deutsche Flottenverein, rövidítve: DFV) magánszemélyek és egyesületek szerveződése volt, mely politikailag a Német Birodalom flottájának kiépítését volt hivatott támogatni és nagy befolyással bírt az ország navalista politikájára. Az egyesületet 1898. április 30-án alapították Berlinben és a nemzetiszocialisták általi 1934 decemberi betiltásáig létezett.  1919 és 1931 között a Német Tengeri Egyesület (Deutscher Seeverein) nevet viselte.
A flottaegyesület célja a német nemzet érdeklődésének felkeltése volt a Császári Haditengerészet jelentősége és feladatai iránt, valamint hogy a flotta tagjait támogassa olyan területeken, ahol a törvényhozás és az államigazgatás nem biztosított számukra kellő segítséget. 

## Szervezete

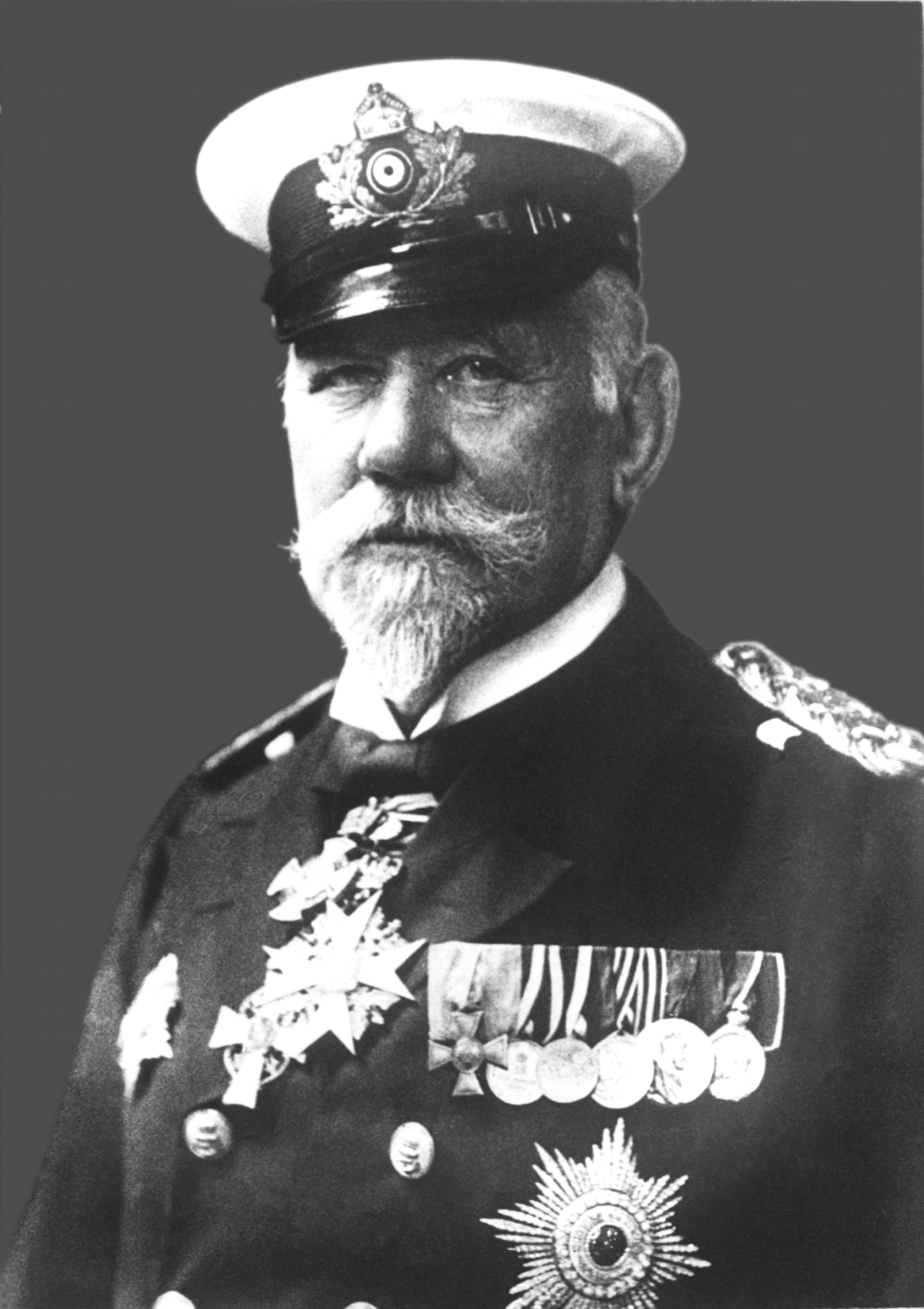
Hans von Koester

A Német Flottaegyesület szervezete 3400 helyi választmányra oszlott a Birodalom teljes területét lefedve. Ezen helyi csoportokon kívül még mintegy 3000 bizalmi embere volt a kisebb településeken. A taglétszáma ugrásszerűen emelkedett: 1898-ban 78 762 tagja volt, 1900-ban már 542 520, 1908 októberében 1 036 320, közte 341 813 egyéni és 694 507 vállalati tagja (körperschaftlicher Mitglied) volt.
A flottaegyesület a céljait előadások tartásával és folyóiratok kiadásával igyekezett elérni. A lapjai a következők voltak:
- Die Flotte (Berlin 1899)
- Mitteilungen des deutschen Flottenvereins (Berlin)
- Ueberall (Berlin 1899)

Elnökei
- 1898–1901: Wilhelm zu Wied
- 1902–1908: Otto Salm-Horstmar(wd)
- 1908–1919: Hans von Koester(wd)
- 1919–1933: Friedrich von Lindequist(wd)
- 1933–1934: Adolf von Trotha

## Történelmi háttere

### Csatahajóépítés
Az első német flottát, a Birodalmi Flottát (Reichsflotte) 1848. június 14-én hozták létre. Akkor a frankfurti nemzetgyűlés döntött egy flotta kiépítéséről azzal a céllal, hogy a Dániával folytatott háború során legyen eszköze a dán tengeri blokád feltörésére. Arnold Duckwitz birodalmi hadügyminiszternek és Karl Rudolf Brommy ellentengernagynak sikerült néhány hajót felkészíteni katonai alkalmazásra, még ha a harcértékük alacsony is volt. A forradalom leverése után a Reichsflotte a helyreállított Német Szövetséghez került. Ennek tagállamai nem mutattak hajlandóságot a flotta költségeinek finanszírozására, ezért 1852-ben feloszlatták.
Az Északnémet Szövetség is létrehozott egy haditengerészetet 1867-ben. Az Északnémet Haditengerészet átvette a Porosz Haditengerészetet, de az 1870-es francia-német háborúig sem sikerült a flottának olyannyira megerősödnie, hogy hozzájárulhasson a győzelemhez. A flotta csak 1871 után, a Német Császárság létrejöttével vált naggyá és jelentőssé.
1880 után versenyfutás kezdődött a nagyhatalmak között a világ felosztásáért, és a nagy gazdasági fellendülése után Németország is meg akarta szerezni a „helyét a nap alatt”. Az 1896-ban a világpolitikába való belépést hirdető II. Vilmos császárral értett egyet számos politikus, publicista és befolyásos gazdasági szereplő abban, hogy Németországnak fel kell adnia az európai politikára szorítkozó kényelmes helyzetét és világpolitikát kell folytatnia annak érdekében, hogy hosszabb távon ne veszélyeztesse európai nagyhatalmi helyzetét. Egy olyan hatalmas flotta nélkül, mint amilyennel Nagy-Britannia és egyre inkább Japán rendelkezett, sokak szerint nem tölthetett be Németország világpolitikai szerepet és ezért a csatahajóflotta kiépítésének döntő jelentőséget tulajdonítottak. Ezen elképzelés hajtó ereje 1897-től a Reichsmarineamt államtitkára (a haditengerészeti miniszter), Alfred von Tirpitz tengernagy volt, aki számára a Flottaegyesület nagyszerű lehetőségeket kínált a propagandában.
Mivel 1880 óta minden jelentős tengeri hatalom nagyobb páncélos hajók építésébe kezdett, Németország tervezett csatahajóépítési projektje is összecsengett ezek törekvéseivel. A világszerte zajló flottafejlesztések „váltották ki az első modern fegyverkezési spirált, melynek mértéke, költségessége és a benne rejlő veszélyek a vele párhuzamosan futó szárazföldi hadsereg-fejlesztésekét is felülmúlta.” Az 1898-as német flottatörvények és ezek különböző kiegészítései az ezt követő évekből gyors német flottaépítést eredményeztek, versengve a csatahajóépítés terén a brit haditengerészettel (angol–német flottaépítési verseny). A költségek gigantikusak lettek: az utolsó békeévben az összes hadi kiadások 25%-át a flottára fordították. 1914-ben a német és a brit flotta mérete 10:16 arányban viszonyult egymáshoz.
A Tirpitz által szorgalmazott csatahajóépítés célja az volt, hogy Nagy-Britannia számára egy Németországgal vívandó háború valós kockázatokat jelentsen számára, ehhez pedig egy „rizikóflotta” kiállítására volt szükség. Az a feltevés, hogy ezáltal Nagy-Britanniát a Németországgal való szövetségre lehet késztetni, külpolitikai illúziónak bizonyult, mivel az erőltetett német flottaépítés a briteket a franciákkal és az oroszokkal való kiegyezésre sarkallta, ami pedig egy németellenes koalíció, az antant létrejöttéhez vezetett az első világháború előtt.

### Flottaegyesület

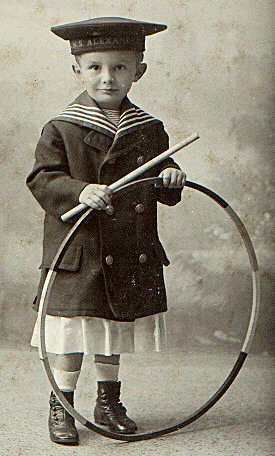
Matrózegyenruha

A flottaegyesületet 1898 áprilisában gazdasági szereplők (nehézipari cégek, főként a Friedrich Krupp AG, hajógyárak, bankok), politikusok és a nyilvánossági munka szakemberei alapították, akiket Tirpitz a Reichsmarineamt hírügynökségében (Nachrichtenbüro) fogott össze. Az egyesület célja a csatahajóflottaépítést a világhatalommá válás útján lévő nemzet egésze számára népszerű feladattá tétele volt. Rövid idő alatt az egyesületnek sikerült a nyilvánosság széles körét megnyernie a céljaihoz a Nachrichtenbüro rendszeresen megjelenő és ügyesen felépített propagandaanyagának köszönhetően. Segítségére voltak ebben a birodalmi hatóságok mellett az alsóbb szintű hatóságok is, egészen a falvak szintjéig bezárólag, ami az egyesületnek egy „félállami” karaktert kölcsönzött.
1898 végére a Flottaegyesületnek már 78 650 tagja volt. A valós taglétszám ennél valójában sokkalta nagyobb volt, mivel 64 400 egyesület vállalati tagként lépett, köztük voltak például katonai és harcos egyesületek, kereskedelmi kamarák stb., és ezek csak egy-egy tagként voltak számon tartva. 1913-ra a taglétszám 1 125 000-re nőt, ebből 790 000 volt vállalati tag. Ezzel a Flottaegyesület lett a császárság nemzeti egyesületei közül a legnagyobb tagsággal rendelkező.
Erre a bázisra támaszkodva az egyesület az évek alatt a katonai lobbi egy nagyon hatékony formáját fejlesztette ki. A nyilvánosság mobilizálásának meg kellett győznie a birodalmi gyűlés küldötteit az egyre nagyobb összegeket igénylő flottafejlesztés támogatásának szükségességéről.

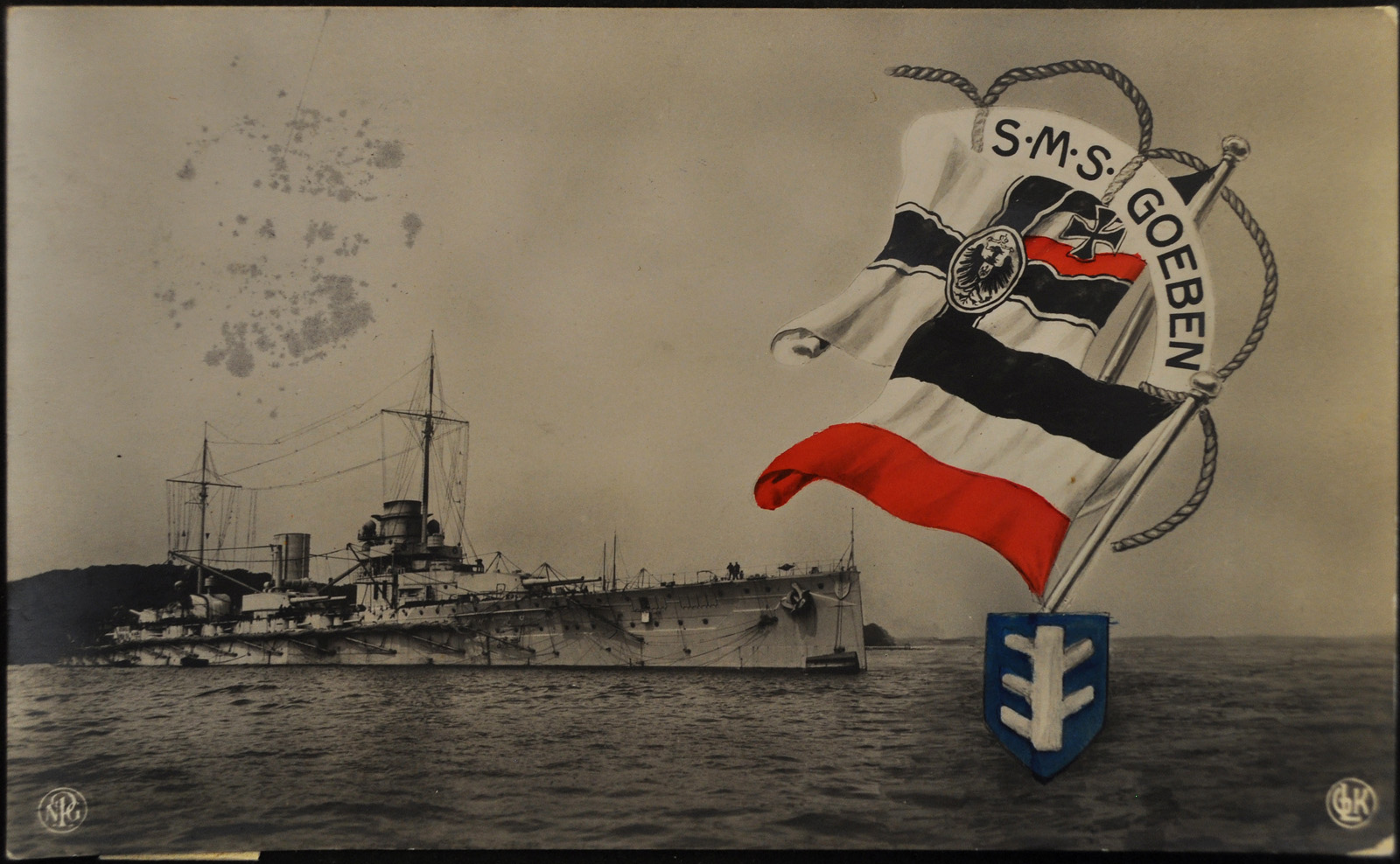
Egy a német ifjúság gyűjtőszenvedélyének tárgyát képező képeslapok közül (a képen a Goeben csatacirkáló)

A propagandahadjárat révén a társadalom széles köreiben a flotta iránt felkeltett lelkesedés szimbóluma a matrózegyenruha népszerűségében és az ifjúságnak a flotta hajóit ábrázoló képeslapok szenvedélyes gyűjtésében mutatkozott meg.
A tagtoborzás sikerei ellenére 1908-ban birodalmi szintű válság sújtotta az egyesületet. Sok tag kritizálta annak félállami jellegét és ezért alapítottak egy „radikálisan kormányzatellenes szárnyat”. 1908-ban ennek a résznek ki kellett válnia. A kieső tagok számának pótlására fokozták a toborzás intenzitását.
Az 1911-es második marokkói válság után lépett első alkalommal a Flottaegyesület egy gyűlésével a nyilvánosság elé. A Német Birodalom 1911 júliusában a Panther ágyúnaszádot demonstratív jelleggel a dél-marokkói Agadir kikötőjéhez küldte, hogy ezzel tiltakozzon Franciaország azon törekvései ellen, hogy Marokkót protektorátusává tegye. E fenyegető megnyilvánulás hatására Nagy-Britannia és Franciaország szorosabbra fűzte kapcsolatait, mivel fontos érdekeiket vélték fenyegetettnek. A válság eszkalációval fenyegetett, Európa egy fegyveres konfrontáció szélére sodródott. Csak hosszas tárgyalások után született november elején kompromisszum, melyben csekély gyarmati területek fejében a Német Birodalom elismerte a Marokkó feletti francia protektorátust.
A válság alatt Németországban nemzeti felzúdulás söpört végig. Nyilvánosan vonták kétségbe az alkotmányos monarchiának a nemzeti létért folytatott harc megvívásához való képességét. II. Vilmos császárt gyengeséggel vádolták és az a tény, hogy a kormányzat tárgyalásokba bocsátkozott, sok nacionalista szemében hazaárulással ért fel. A nemzeti szervezetek igyekeztek a helyzetet a katonai kiadások növelésére fordítani.
1911. október 3-án a Flottaegyesület birodalmi elnöksége az összes helyi szervezetét felszólította, hogy október 8. és 16. között tartson taggyűlést, melyben a szónokok „a jelenlegi helyzetre tekintettel világos módon utalnak a tengeri védelmi erőnk felgyorsított kiépítésének szükségességére … gyújtó szónoklattal képet alkotnak a jelenlegi helyzetről, kiemelik a flotta szükségességét a szuverenitásunk megőrzéséhez … A flotta számára olyannyira fontos páncélos cirkálókat [értsd: csatacirkálókat], melyek épp egy a brit-francia koalícióval vívott háborúban duplán annyira számítanak, olyan gyors ütemben kell építeni, amennyire csak lehet.” Egy előre megfogalmazott beszédet és szórólapokhoz való anyagot csatoltak az utasítás mellé. Ezt 1911. október 6-án egy előkészített határozat követte, melyet távirati formában kellett elküldeni a birodalmi kancellárnak és a Reichstag elé kellett terjeszteni.
Az első világháború alatt Tirpitz csatahajókra építő flottafejlesztése téves iránynak, hatalmas baklövésnek bizonyult. A háború ideje alatt a hadi eseményeket nem tudta lényegesen befolyásolni. Nem tudta a britek távoli blokádját megakadályozni, sem az Északi-tengeren döntő csatára kényszeríteni a flottájukat, mivel túl nagy volt a kockázata a teljes Nyílttengeri Flotta elvesztésének a brit főerőket tömörítő Grand Fleettel szemben. A csatahajóflotta így a tengeralattjáró-háború segédeszközévé vált és a háború második felében a tengeralattjárók bázisról való kifutását és oda való visszatérését biztosította. Nagy-Britannia továbbra is a világ legnagyobb tengeri hatalma maradt.
1918 októberének végén a Seekriegsleitung (a haditengerészet főparancsnoksága) egy utolsó támadó hadművelet végrehajtására adott parancsot Anglia partjainak irányába, hogy ne harc nélkül kelljen kapitulálnia és hogy kedvezőbb pozícióhoz juttassa Németországot egy esetleges győzelem révén a tárgyalóasztalnál. A hadihajók legénységének egy jelentős része megtagadta az értelmetlennek ítélt parancs végrehajtását, a fűtők kioltották a csatahajók kazánjaiban a tüzeket és hamarosan rá kirobbantották a kieli matrózfelkelést, ami a novemberi forradalomhoz, majd a császárság bukásához vezetett. Ezt követően a Flottaegyesületet számos tagja elhagyta.
Németország háborús veresége és a versailles-i békeszerződés rendelkezései miatt jelentéktelenné váló hadiflotta miatt a Flottaegyesület a nevét Német Tengeri Egyesületre (Deutscher Seeverein) változtatta. 1931-ben visszaállították az eredeti elnevezést. 1933-ban Adolf Hitler Adolf von Trotha altengernagyot nevezte ki a szervezet elnökévé, majd 1934-ben elrendelte annak feloszlatását. Trothát Hitler az ernyőszervezetként működő Reichsbund Deutscher Seegeltung (kb.: Birodalmi Szövetség a Német Tengeri Érvényesülésért) elnökévé tette meg. Ez a szervezet szorosan együttműködött az NSDAP-vel és fő területe az oktatás és a propaganda volt.

## Fordítás
- Ez a szócikk részben vagy egészben  a   Deutscher Flottenverein című német Wikipédia-szócikk ezen változatának fordításán alapul.  Az eredeti cikk szerkesztőit annak laptörténete sorolja fel. Ez a jelzés csupán a megfogalmazás eredetét és a szerzői jogokat jelzi, nem szolgál a cikkben szereplő információk forrásmegjelöléseként.

## Forrás
- Marco Althaus: ResearchGate.net Die Flottenlobby mit dem Propagandakino. In: Politik & Kommunikation. 2012 május, 36-37. o. (PDF; 843 kB).
- Volker R. Berghahn: Der Tirpitz-Plan. Genesis und Verfall einer innenpolitischen Krisenstrategie unter Wilhelm II. Droste, Düsseldorf 1971.
- Wilhelm Deist: Flottenpolitik und Flottenpropaganda. Das Nachrichtenbureau des Reichsmarineamts 1897–1914. Deutsche Verlagsanstalt, Stuttgart 1976, 147-247. o.
- Sebastian Diziol: „Deutsche, werdet Mitglieder des Vaterlandes!“ Der Deutsche Flottenverein 1898–1934. Solivagus-Verlag, Kiel 2015, ISBN 978-3-9817079-0-8, 2 kötet (Phil. Diss., Universität Hamburg).
- Jost Dülffer: Weimar, Hitler und die Marine. Reichspolitik und Flottenbau 1920–1939. Droste, Düsseldorf 1973, 354-369. o.
- Geoff Eley: The German Navy League in German Politics 1898–1914. Phil. Diss., Sussex 1974.
- Geoff Eley: Reshaping the German Right. Radical Nationalism and Political Change after Bismarck. Yale University Press, New Haven / London 1980.
- Michael Epkenhans: Die wilhelminische Flottenrüstung 1908–1914. Weltmachtstreben, industrieller Fortschritt, soziale Integration. Oldenbourg, München 1991.
- Dieter Fricke, Edgar Hartwig: Deutscher Flottenverein 1898–1934. In: Dieter Fricke et al. (kiad.): Lexikon zur Parteiengeschichte. Die bürgerlichen und kleinbürgerlichen Parteien und Verbände in Deutschland, 1789–1945. 2. kötet, Pahl-Rugenstein, Köln 1984, 67-89. o.
- Eckart Kehr: Schlachtflottenbau und Parteipolitik, 1894–1901. Berlin 1930, Nachdruck Vaduz 1966.
- Robert Kuhn, Bernd Kreutz: Der Matrosenanzug. Kulturgeschichte eines Kleidungsstücks. Dortmund 1989.
- Martin Loiperdinger: The Beginnings of German Film Propaganda. The Navy League as travelling Exhibitor 1901–1907. In: Historical Journal of Film, Radio and Television. 22. kötet, 3. kiadás, 2002, 305-313. o.
- Jürg Meyer: Die Propaganda der deutschen Flottenbewegung 1897–1900. Pochon-Jent, Bern 1967.
- Jan Rüger: The Great Naval Game. Britain and Germany in the Age of Empire. Cambridge 2007.
- Konrad Schilling: Beiträge zu einer Geschichte des radikalen Nationalismus in der Wilhelminischen Ära 1890–1909. Die Entstehung des radikalen Nationalismus, seine Einflussnahme auf die innere und äußere Politik des Deutschen Reiches und die Stellung von Regierung und Reichstag zu seiner politischen und publizistischen Aktivität. Gouder und Hansen, Köln 1968, 179-367. o.